# Carry-On-Compilation-Serien
Zwischen 1981 und 1993 wurden insgesamt drei jeweils 13-teilige knapp halbstündige Fernsehserien als sogenannte Carry-On-Compilation-Serien produziert, die sich aus Ausschnitten aus der Carry-On-Filmreihe zusammensetzen.

## Bitte weiterlachen!
Originaltitel Carry on Laughing! wurde 1981 produziert und setzt sich aus Ausschnitten von Carry-On-Filmen zusammen, die bei The Rank Organisation entstanden. Produziert wurde die Serie von den Filmgesellschaften Peter Rogers Productions und Thames Television. Sie wurde zwischen dem 12. Oktober 1981 und dem 31. Dezember 1981 auf Thames Television ausgestrahlt. 1983 wurde noch das Special Carry on Laughing’s Christmas Classics produziert, in dem, ähnlich dem Kinofilm That’s Carry On, Barbara Windsor und Kenneth Williams Ausschnitte aus den Carry-on-Filmen präsentieren.
Acht der 13 Folgen liefen synchronisiert unter dem Titel Bitte weiterlachen! im Fernsehen der DDR.
Die Serie darf trotz des fast gleichlautenden Titels nicht mit der 1975 produzierten Serie Carry On Laughing! verwechselt werden.

## What a Carry On
Die Serie wurde 1983 produziert und zwischen dem 9. November 1983 und dem 1. Februar 1984 in der BBC ausgestrahlt. Sie darf trotz des fast identischen Namens nicht mit dem 1973 produzierten Special What a Carry on! verwechselt werden. Eine deutsche Synchron-Fassung gibt es nicht.

## Laugh with the Carry ons
Die Serie wurde 1993 von Central Independent Television produziert und zwischen dem 23. Mai und dem 16. August 1993 ausgestrahlt. Im Gegensatz zu den vorausgegangenen Serien konnte Gerald Thomas, der kurz vor seinem Tod noch die Zusammenstellung vornahm, auf alle Carry-on-Filme zurückgreifen, und nicht nur auf die bei The Rank Organisation entstandenen. Eine deutsche Synchron-Fassung gibt es nicht.